# Миддлтон, Джон, 1-й граф Миддлтон
Джон Ми́ддлтон, 1-й граф Миддлтон (англ. John Middleton, 1st Earl of Middleton; около 1608 или 1619 — июнь или 3 июля 1674, Танжер), — шотландский офицер-роялист.

## Биография
Родившийся около 1608 года, Джон был старшим сыном Роберта Миддлтона из Калдама и его жены Кэтрин Стрейкен. Его младший брат Александр и племянник Джордж оба были директором Королевского колледжа в Абердине.
В молодости Джон Миддлтон служил солдатом во Франции; позже сражался против короля Карла I Стюарта как в Англии, так и в Шотландии, особенно отличившись в битве при Филипхоу и участвуя во многих сражениях против маркиза Монтроза. Во время операции по спасению короля в 1648 году занимал высокий пост в командовании шотландской армии; в битве при Престоне попал в плен к англичанам. Он присоединился к Карлу II, когда тот достиг Шотландии в 1650 году, но вскоре вступил в противоречия с церковно-государственной верхушкой и был восстановлен в звании только после того, как был подвергнут общественной епитимии в Данди. После сражения при Вустере, в котором он командовал конницей роялистов, Джон Миддлтон вторично попал в плен и был заключён в лондонский Тауэр, но сумел бежать из него в Париж.
В 1653 году Миддлтон был выбран Карлом II как лидер планируемого восстания в Шотландии; он достиг страны в феврале 1654 года, но восстание окончилось провалом. Миддлтон, вины которого в провале восстания не было, остался в Шотландии до 1655 года, после чего вновь примкнул к Карлу II, который сделал его графом в 1656 году. Он возвратился в Англию вместе с королём в 1660 году и был назначен главнокомандующим войсками в Шотландии и верховным лордом-комиссаром шотландского Парламента, сессию которого он открыл в январе 1661 года. Он был горячим сторонником восстановления Шотландской епископальной церкви, что привело к серьёзным разногласиям между ним и графом Лодердейлом, и в 1663 году он был лишён своих постов. Впоследствии (с 1667 года) он стал губернатором Танжера, где и умер.

## Семья
Граф Миддлтон был дважды женат. Его первой супругой (брачный контракт был подписан в июле 1639 года) была Гризель Дарем (умерла в сентябре 1666 года). У них было пятеро общих детей:
- Чарльз Миддлтон, 2-й граф Миддлтон (1649/1650 — 1719), женат на леди Кэтрин Браднелл, дочери Роберта Браднелла, 2-го графа Кардигана, и Энн Сэвидж
- Леди Гризель Миддлтон, замужем с 1662 года за Уильямом Дугласом, 9-м графом Мортоном (? — 1681).
- Леди Хелен Миддлтон, замужем с 1662 года за Патриком Лайоном, 3-м графом Стратмором и Кингхорном (1643—1695)
- Две дочери, имена которых неизвестны, обе умерли в 1669 году незамужними и бездетными.

Второй женой лорда Миддлтона 16 декабря 1667 года стала леди Марта Кэри (1635/1636 — 1706), дочь Генри Кэри, 2-го графа Монмута, и Марты Крэнфилд. у них было двое детей:
- Джон Миддлтон (1668—1696), умер холостым, не оставив потомства.
- Леди Элизабет Миддлтон (1672—1748), замужем за Уильямом Спелманом.